# Yeokgok (métro de Séoul)
Yeokgok (hangeul : 역곡 ; hanja : 驛谷) est une station de passage de la ligne 1 du métro de Séoul. Elle est située dans la ville de Bucheon, province de Gyeonggi, à l'ouest de Séoul en Corée du Sud.
Mise en service en 1967, elle est desservie, par les circulations de la ligne 1 et les services Gyeongin Express et Gyeongwon Express.

## Situation sur le réseau

Plan du réseau (2023)

Établie en surface Yeokgok est une station de passage de la ligne 1 du métro de Séoul : elle est située entre la station Onsu, en direction du terminus nord-est Yeoncheon, et la station Sosa, en direction du terminus ouest Incheon,.

## Histoire

### Gare ferroviaire
La gare d'origine est ouverte le 1er mai 1967 sur la ligne Gyeongin (ko),,.

### Station de métro
Un nouveau bâtiment est mis en chantier en septembre 1973, il est achevé fin décembre de cette même année. La station du métro Yeokgok est mise en service le 15 août 1974,. sur la ligne 1 du métro de Séoul, lors de l'ouverture à l'exploitation de la section, dite ligne Gyeongin (ko), de Guro à Incheon.
Au mois d'octobre 1993, débute la construction d'un nouveau bâtiment de la station. Il est achevé et mis en service le 21 novembre 1998. Les nouveaux aménagements permettent l'arrêt des services express.

## Services aux voyageurs

### Accès et accueil
La station est située au 1 Yeokgok-ro, dans le quartier Yeokgok-dong. Elle dispose de deux bouches numérotées 1 et 2. Elle est équipée d'escaliers mécaniques et d'ascenseurs.

### Desserte
Yeokgok, est desservie par les rames de services omnibus et express de la ligne.

Installations
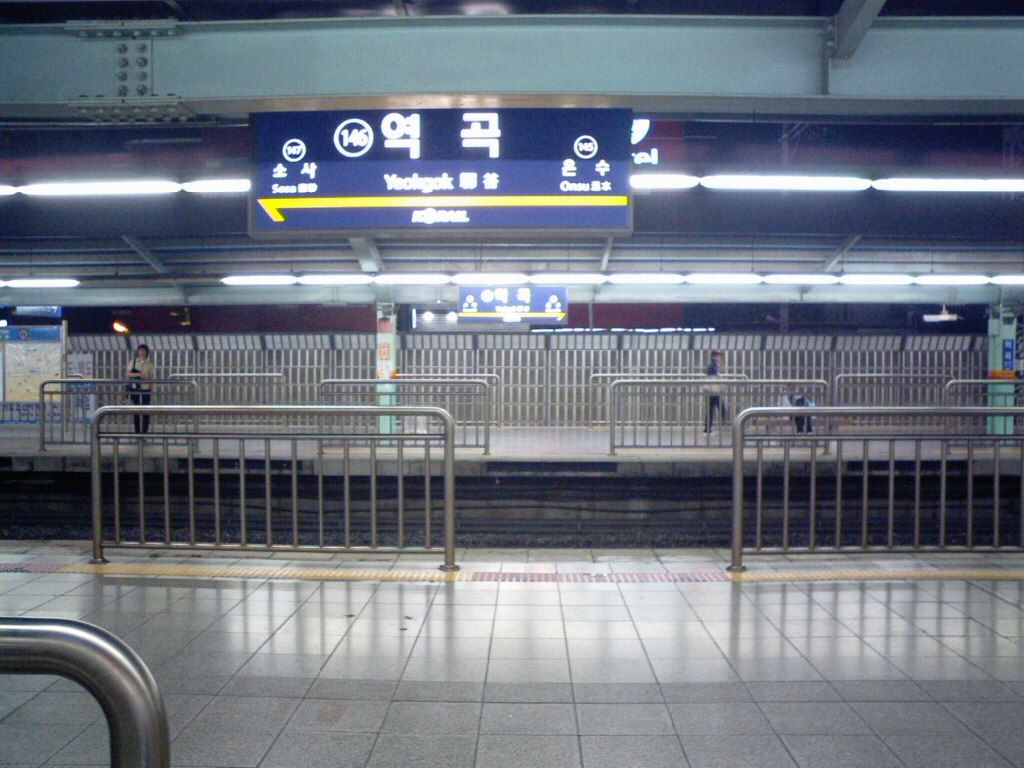
En 2008.
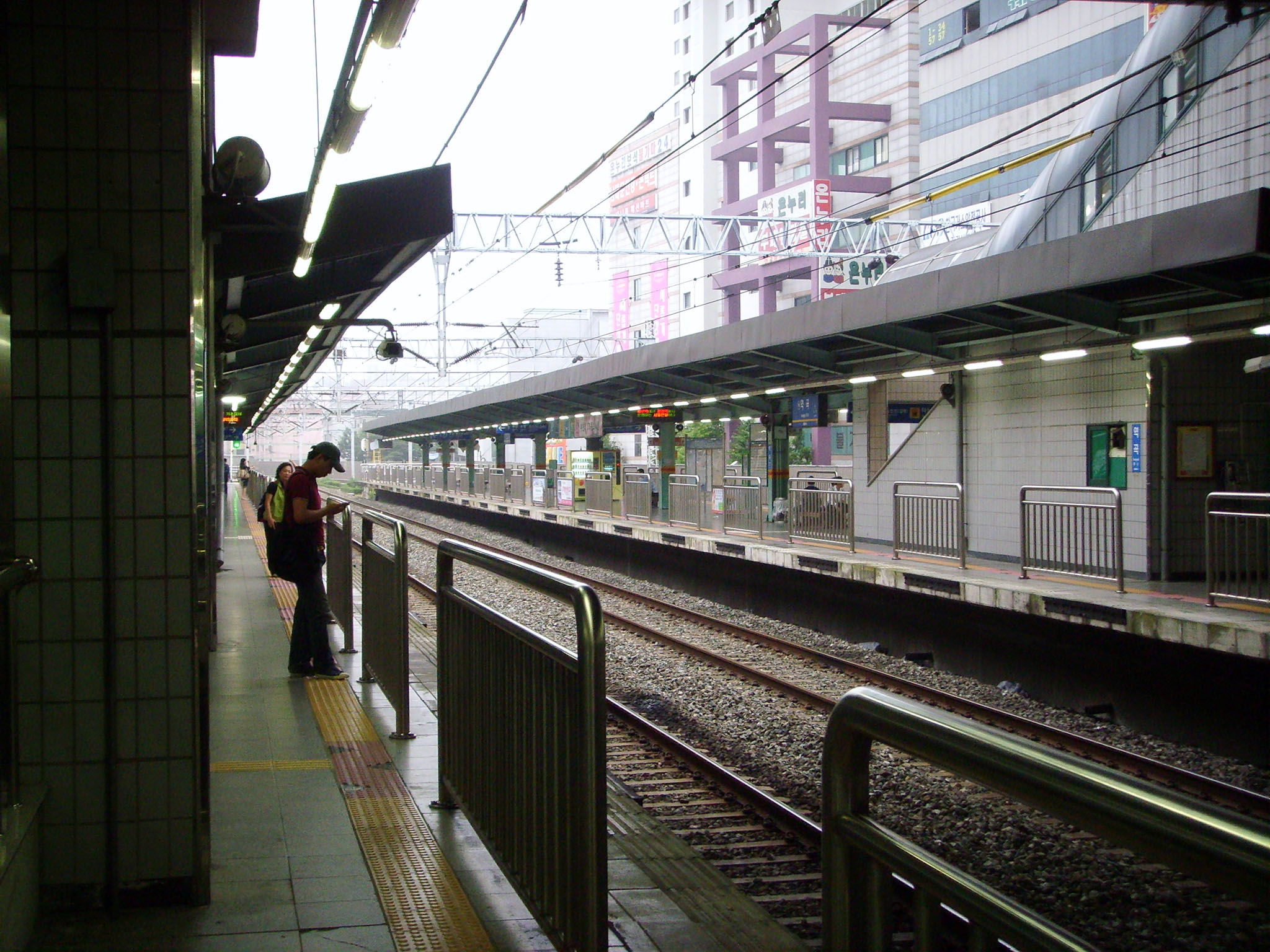
En 2008.
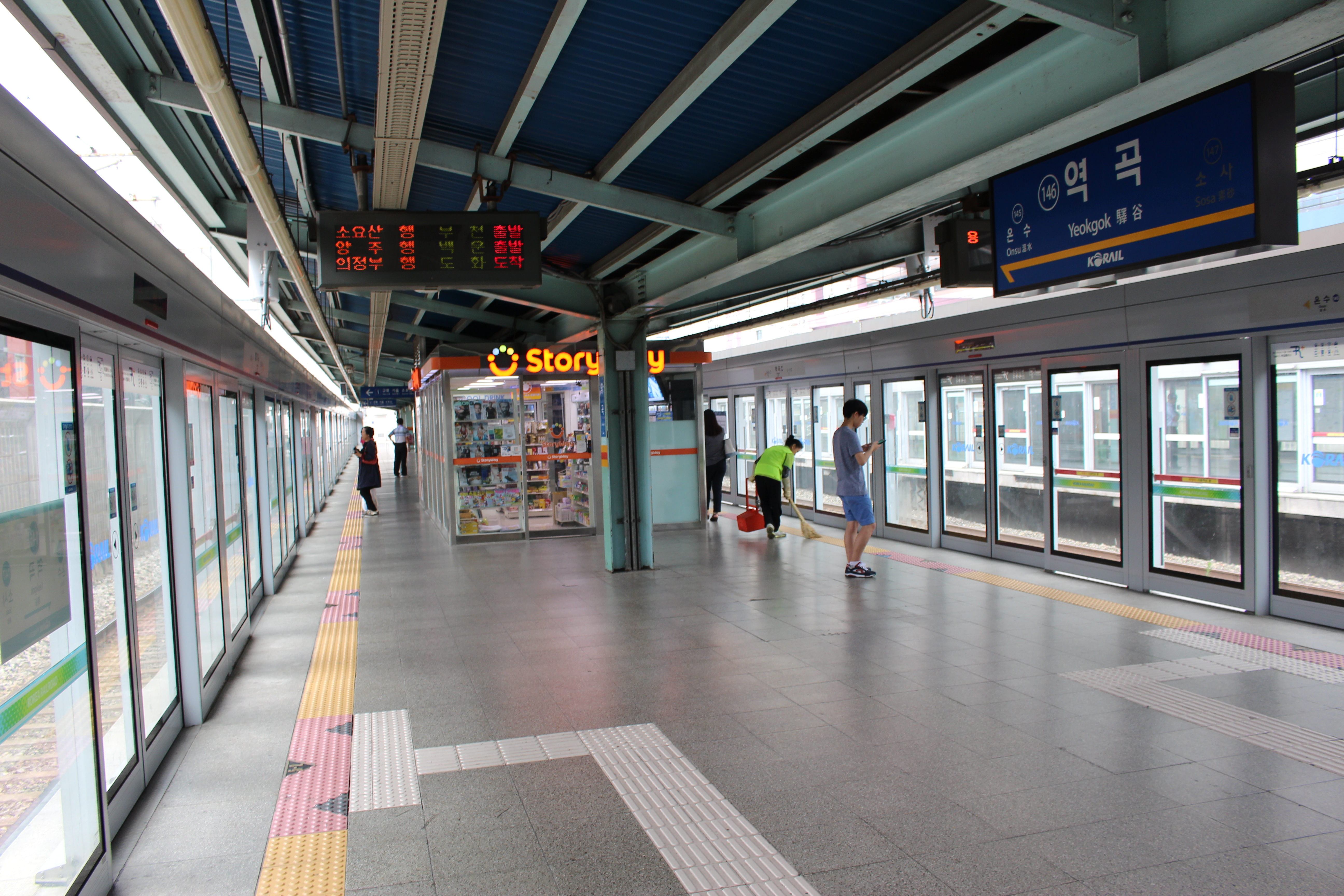
En 2016.

### Intermodalité
Des arrêts de bus sont situés à proximité.

## À proximité
Elle dessert notamment : bouche 1 : les Écoles élémentaires et intermédiaires de Yeokgok et le marché de Yeokgok ; bouche 2 : l'École primaire Buan, un Homeplus, un McDonald's, et un Starbucks.